# 김포한가람초등학교
김포한가람초등학교는 대한민국 경기도 김포시에 있는 공립 초등학교이다.

## 학교 연혁
- 2012년 3월 1일 24학급 편성 개교
- 2012년 3월 1일 초대 최동석 교장 취임
- 2012년 3월 1일 유치원 3학급 편성
- 2012년 3월 2일 제1회 입학식
- 2012년 6월 5일 개교기념식
- 2013년 2월 14일 병설유치원 졸업식
- 2013년 2월 15일 제1회 김포한가람초등학교 졸업식
- 2013년 2월 28일 병설유치원 폐원 및 김포한가람유치원 개원
- 2013년 3월 4일 제2회 입학식
- 2014년 2월 14일 제2회 졸업식
- 2014년 3월 3일 제3회 입학식
- 2014년 9월 1일 제2대 김기재 교장 취임
- 2014년 9월 1일 12학급 편성

## 참고 자료
- 김포한가람초등학교 - 한국교육학술정보원 학교알리미